# Wild Palms
Wild Palms ist eine fünfteilige, US-amerikanische TV-Miniserie, die erstmals am 16. Mai 1993 vom Sender ABC in den USA ausgestrahlt wurde. Sie basiert auf einer 1990 in dem Magazin „Details“ erschienenen Comicserie, die von Bruce Wagner geschrieben und von Julian Allen gezeichnet wurde. In Deutschland wurde die Serie erstmals am 18. Dezember 1993 auf RTL 2 gezeigt.
Produziert von Oliver Stone und Bruce Wagner, der auch das Drehbuch schrieb, ist Wild Palms ein Science-Fiction-Drama über die Manipulation der Wirklichkeit durch mit Massenmedien geschaffene virtuelle Realitäten.

## Handlung
Die USA des Jahres 2007 werden von den rechtsgerichteten „Vätern“ gelenkt, die aus dem Untergrund von den libertären „Freunden“ bekämpft werden. Politisch mächtiger und lautstarker Vertreter der „Väter“ ist der kalifornische Senator Tony Kreutzer. Kreutzer ist Begründer der neuen religiösen Glaubensrichtung „Synthiotics“ und Kopf der Mediengruppe „Wild Palms Group“. Mit seinem Fernsehsender Channel 3 und der neuartigen Sendetechnik „Mimecom“, einem eine virtuelle Realität erschaffenden Fernsehformat, plant er die Medienwelt zu revolutionieren. Zudem strebt er die Präsidentschaftskandidatur an.
Harry Wyckoff ist ein in Los Angeles praktizierender Anwalt und Vater zweier Kinder, Deirdre und Coty. Coty hat gerade eine Rolle in einer neuen Sitcom erhalten, die von Channel 3 produziert wird. Wyckoff wird von Alpträumen geplagt, in denen ein Rhinozeros und auf menschliche Körper tätowierte Palmen eine zentrale Rolle spielen.
Harrys einstige Freundin Paige Katz bittet ihn, ihren seit fünf Jahren verschwundenen Sohn zu suchen. Harry nimmt den Auftrag an und entdeckt, dass seit den 1990er Jahren Kinder in großer Zahl spurlos verschwunden sind. Wegen Paiges engem Kontakt zu Senator Kreutzer, gegen den die Kanzlei im Auftrag eines Klienten prozessiert, kommt es zum Bruch zwischen Harry und seinem Arbeitgeber. Kreutzer erfährt von Harrys Kündigung und bietet ihm einen hohen Posten in seinem Fernsehsender an. Harry willigt ein.
Harrys Frau Grace entfremdet sich zusehends von ihm und unternimmt einen Selbstmordversuch. Er erfährt, dass Paiges Sohn in Wahrheit nicht verschwunden ist und ihr Suchauftrag nur den Zweck hatte, Harry in Kreutzers Arme zu führen. Sein vermeintlicher Sohn Coty entpuppt sich als Sohn von Paige und Senator Kreutzer. Coty macht Karriere als Kinderstar von Channel 3 und steigt durch seine Rücksichtslosigkeit schnell in der Hierarchie von „Synthiotics“ auf. Zudem erweist sich Graces Mutter Josie als Schwester des Senators, die brutal gegen jeden persönlichen oder politischen Konkurrenten vorgeht. Ihre einzige Schwachstelle ist ihre frühere Beziehung zu dem Anführer der „Freunde“, Eli Levitt, aus der Grace hervorging.
Derweil setzt Kreutzer alles daran, des „Go Chips“, der ihm zu unbegrenzter Macht verhelfen soll, habhaft zu werden, wobei er auch vor Mord nicht zurückschreckt. Obwohl Paige kurz vor der Hochzeit mit dem Senator steht, beliefert sie, abgestoßen von seinen Methoden, die „Freunde“ mit Informationen. Harry entdeckt in Peter, einem auf der Straße lebenden Jungen, seinen leiblichen Sohn wieder, der von den „Vätern“ nach der Geburt mit Coty ausgetauscht wurde. Kreutzer, der Harry als Mitwisser um den Verbleib des „Go Chips“ im Verdacht hat, lässt Harrys Tochter Deirdre entführen, während Josie Grace ermordet.
Harry schließt sich den „Freunden“ an und erzwingt die TV-Übertragung von Graces Ermordung, die auf Video aufgezeichnet wurde. Die Ausstrahlung löst massive Proteste gegen den Senator aus. Auch die Sendung eines gefälschten Videos, in dem Harry scheinbar Grace erwürgt, und Levitts von Josie angeordnete Ermordung können den Aufstand nicht mehr aufhalten. „Synthiotics“-Einrichtungen werden von der aufgebrachten Menge angegriffen, und Josie wird von ihrem einstigen Opfer Tully Woiwode getötet. Kreutzer gelangt in den Besitz des „Go Chips“ und lässt sich diesen implantieren, doch der Chip wurde von Harry und Peter manipuliert. Kreutzer eröffnet Harry, dass dieser sein Sohn ist, dann löst er sich in Nichts auf. Die Herrschaft der „Väter“ ist beendet und im darauffolgenden Chaos befreit Harry seine Tochter und geht mit ihr, Paige und Peter in ein neues Leben, während Coty und die übrig-gebliebenen Anhänger des Senators erledigt sind.

## Episoden
- Everything Must Go (Pilotfilm) – Regie: Peter Hewitt
- The Floating World – Regie: Keith Gordon
- Rising Sons – Regie: Kathryn Bigelow
- Hungry Ghosts – Regie: Keith Gordon
- Hello, I Must Be Going – Regie: Phil Joanou

## Die Darsteller und ihre Rollen
- James Belushi als Harry Wyckoff
- Dana Delany als Grace Ito-Wyckoff
- Ben Savage als Coty Wyckoff
- Monica Mikala als Deirdre Wyckoff
- Robert Loggia als Senator Anton Kreutzer
- Kim Cattrall als Paige Katz
- Angie Dickinson als Josie Ito
- David Warner als Eli Levitt
- Ernie Hudson als Tommy Lazlo
- Bebe Neuwirth als Tabba Schwartzkopf
- Nick Mancuso als Tully Woiwode
- Charles Hallahan als Gavin Whitehope
- Bob Gunton als Dr. Tobias Schenkl
- Aaron Michael Metchik als Peter
- Charles Rocket als Stitch Walken
- Brad Dourif als Chickie Levitt
- Robert Morse als Chap Starfall

## Hintergrund

### Produktionsdetails
Produzent Oliver Stone hatte ursprünglich die Filmrechte an Bruce Wagners Roman Force Majeure erworben, entschied sich aber nach der Lektüre von Wagners Comicserie für deren Verfilmung. Stone schätzte den – in eigenen Worten – „Synkretismus“ der Geschichte und ihren in sich gebrochenen Blick auf die Welt: „Alles war möglich. Ihre Frau ist vielleicht nicht Ihre Frau, Ihre Kinder sind vielleicht nicht Ihre Kinder. Das hat mich gereizt.“ Der Sender ABC erklärte sich bereit, Wild Palms für 11 Millionen US-Dollar zu produzieren, verlangte aber nach den Erfahrungen mit David Lynchs Serie Twin Peaks, die erfolgreich startete aber zusehends unter Zuschauerschwund litt, dass die Serie in sich abgeschlossen sein und einen Anfang, eine Mitte und ein (die Zuschauer zufriedenstellendes) Ende haben müsse.
Hauptdarsteller James Belushi verglich Wild Palms unter anderem mit der britischen Serie Nummer Sechs und bekannte, dass die Geschichte ihn irritiere und die Zuschauer überfordern könne. Vor der TV-Premiere erschien ein begleitendes Buch zur Serie, The Wild Palms Reader, und ABC installierte eine Telefonhotline, unter der Zuschauer sich Hilfestellung bei Verständnisproblemen geben lassen konnten. Dessen ungeachtet nahm Stone Irritationen bewusst in Kauf: „Es geht gar nicht darum, daß man die Handlung völlig versteht. Es geht um die Atmosphäre.“
Wild Palms zeigt eine USA der nahen Zukunft, die stark von der japanischen Kultur geprägt ist: Kleidung, Innenausstattung und Landschaftsgestaltung weisen visuell einen starken Einfluss auf, wiederholt wird auf Verbindungen zu japanischen Unternehmen und zur Yakuza verwiesen, und mehrere Protagonisten haben direkte oder entfernte japanische Vorfahren. In einer Testvorführung der Sendetechnik „Mimecon“ tritt sogar eine Miss Alabama mit japanischen Gesichtszügen auf.
Die Ausstattung weist neben japanischem Design Einflüsse des schottischen Designers und Architekten Charles Rennie Mackintosh (1868–1928) auf. Weitere, bewusst anachronistische Stilelemente sind – neben der Musikauswahl – Autos der 1960er Jahre (z. B. Studebaker Polizeiwagen) und Kleidungsstücke aus verschiedenen Zeitaltern, darunter der Edwardischen Epoche.
Science-Fiction-Autor William Gibson spielt sich selbst in einem Cameo-Auftritt. Gibson bezeichnete die TV-Serie später als weitaus schwächer als ihre Vorlage, bewertete aber den begleitenden Wild Palms Reader als positiven Nebeneffekt. Übereinstimmend mit Stone bezeichnete er Bruce Wagner als die treibende kreative Kraft der Serie.
Oliver Stone tritt ebenfalls unter seinem Namen auf und äußert sich in einem fiktiven Fernsehinterview zu neuen Fakten um die Ermordung von John F. Kennedy und zu seinem Film JFK – Tatort Dallas.

### Reale Bezüge
In Bruce Wagners Comicvorlage werden offen und namentlich Bezüge zwischen Senator Tony Kreutzer und L. Ron Hubbard, Gründer der Church of Scientology, hergestellt. Die Verfilmung beschränkt sich auf Andeutungen: Aus Hubbards Psychotechnik „Dianetics“ wird „Synthiotics“, ferner gibt es Anspielungen auf die „Sea Organization“ von Scientology und deren Fantasie-Marineuniformen. Kreutzer ist ein stimmgewaltiger Vertreter der rechtsgerichteten „Väter“, Hubbard war erklärter Antikommunist, wenngleich er sich nicht direkt um ein politisches Amt bewarb. Die New York Times wies in einem Artikel auf „vielleicht nicht zufällige“ Parallelen hin, ebenso Entertainment Weekly und The Independent.
Nachdem Harry zu Kreutzers Team gewechselt ist, wird er von diesem beauftragt, ihn in einem Prozess zu vertreten, den konkurrierende Sender zur Zerschlagung seines Medienkonzerns „Wild Palms Group“ angestrengt haben. Die Argumentation der Anklage lautet, dass Kreutzer mit seinem Konzern, seinem Fernsehsender Channel 3 und einer exklusiv auf diesem eingesetzten Sendetechnik („Mimecom“) ein „technisches Monopol“ innehabe. Grundlage der Klage ist der „Paramount Consent Decree“, mit dem 1948 marktbeherrschenden amerikanischen Filmproduktionsgesellschaften untersagt wurde, Kinoketten zu besitzen, um deren Oligopol zu zerschlagen.
In einer Unterhaltung erklärt Kreutzer, dass seine Mutter japanische Vorfahren hatte und darum als Opfer von „Executive Order 9066“ ums Leben kam. 1942 hatte US-Präsident Franklin D. Roosevelt besagte Executive Order erlassen, die die Internierung japanischstämmiger Amerikaner in Lagern zur Folge hatte. Allein im kalifornischen Manzanar War Relocation Center kamen 146 Insassen ums Leben.
Bei einer Unterredung zwischen Kreutzers engsten Vertrauten fällt die Bemerkung, dass das gefälschte Video von Graces Ermordung „auf allen Sendern“ ausgestrahlt werden wird, darunter namentlich CNN. Nach der Ausstrahlung führt Harry ein letztes Gespräch mit seiner Schwiegermutter Josie und macht ihr den sarkastischen Vorschlag, eine wöchentliche Show mit der Ermordung eines Überraschungsgastes zu starten. Als die ersten beiden Teilnehmer empfiehlt er Julius Cäsar und Jimmy Hoffa. Hoffa, ein US-amerikanischer Gewerkschaftsführer mit Verbindungen zur Mafia, verschwand am 30. Juli 1975 spurlos, die näheren Umstände seines Todes wurden nie geklärt.

### Zitate
- Das Gedicht Running to Paradise von W. B. Yeats wird von Senator Kreutzer bei einem Gespräch mit Harry Wyckoff und bei einem „Synthiotics“-Treffen zitiert: „The wind is old and still at play / While I must hurry upon my way, / For I am running to Paradise“.
- „Synthiotics“-Mitglied und Entertainer Chap Starfall singt die von Irving Berlin komponierte Musical-Nummer Let’s Face the Music and Dance, In My Room von den Beach Boys, Cole Porters All of You und (als Projektion nach seinem Tod) das von Bob Dylan geschriebene All Along the Watchtower.
- Das Lied Hello, I Must Be Going (vorgetragen von Groucho Marx in Animal Crackers, 1930) wird wiederholt von Kreutzer gesungen. Ein Ausschnitt aus Animal Crackers ist auch auf dem TV-Schirm zu sehen.
- Die Big-Band-Aufnahme, bei der Kreutzer begeistert mitsingt, während er sich einen Drink gönnt, ist die Victor-Young-Komposition Street of Dreams.
- Während Josies Besuch bei Eli Levitts Sohn Chickie betet dieser das jüdische Kaddisch.
- Harrys neuer Arbeitskollege Gavin Whitehope singt während einer Testvorführung von „Mimecom“ Passagen aus dem Jimi-Hendrix-Song Purple Haze und fragt, „Are you experienced, Harry?“ (Purple Haze erschien auf dem Hendrix-Album Are You Experienced?)
- Bei der Geburtstagsfeier des Senators und später bei Cotys Initiation tragen die „Synthiotics“-Anhänger Wallace Stevens’ Gedicht Of Mere Being vor.
- Bevor Harry mit Stitch Walken und Gavin in den Tunnel unter dem Swimmingpool klettert, bemerkt Stitch, „down, down, down through the pool of tears“. In Lewis Carrolls Kinderbuch Alice im Wunderland trägt ein Kapitel den Titel „The Pool of Tears“.
- Als Harry zum ersten Mal Eli Levitt aufsucht, singt dieser eine spöttische Variante des Kirchenliedes Amazing Grace, die mit der Zeile „A Mimezine Grace“ beginnt.
- Senator Kreutzer konfrontiert Harry mit einem Hologramm seines (angeblichen) Vaters Dex Wyckoff. Dieses wendet sich an Harry mit dem Satz „It is an honest ghost, that let me tell you“ aus Shakespeares Hamlet.
- Als Harry von Eli Levitt einen mit einem Nashorngriff verzierten Dolch überreicht bekommt, zitiert Harry zwei Sätze aus Sunzis Die Kunst des Krieges.
- Walt Whitmans Gedicht O Captain! My Captain! wird gebetsartig von den „Freunden“ rezitiert und von der Menge skandiert, nachdem das Regime der „Väter“ gestürzt wurde. Auch trägt eine gezeigte öffentliche Bibliothek den Namen des Dichters.
- Ein Zitat aus The Hollow Men von T. S. Eliot sind Kreutzers letzte Worte vor seiner Auflösung: „This is the way the world ends / Not with a bang but a whimper.“
- Nach Kreutzers Tod bemerkt sein Sohn Coty, er habe seinen Körper über dem Dach schweben sehen „wie ein Chagall“.
- Weitere Bücher, deren Titel in Dialogen genannt werden, sind die Neuromancer-Trilogie, Der illustrierte Mann, Tag der Heuschrecke, Fremder in einer fremden Welt, The Emperor’s New Mind (dt. Computerdenken) sowie Grimms Märchen.
- Das wiederholt verwendete Bild des Rhinozeros verweist auf Kreutzers „Synthiotics“ und dessen Umfeld: Kreutzers Schwester Josie redet seinem Sohn Coty zu, keine Angst vor dem Nashorn zu haben. Später werden Spielzeugnashörner an den Schauplätzen der Morde an Gavin Whitehope und einem den „Freunden“ nahestehenden Arzt hinterlassen. In Eugène Ionescos Theaterstück Die Nashörner symbolisieren diese Tiere Konformismus und totalitäre Massenbewegungen. – Für Paige Katz repräsentiert das Rhinozeros auch Mutterschaft.
- Anspielungen gibt es weiterhin auf die Lieder Can’t Take My Eyes Off You von Frankie Valli, What’s Going On von Marvin Gaye und 19th Nervous Breakdown (als „18th Nervous Breakdown“) von den Rolling Stones.
- Zitiert werden u. a. folgende Filme: Reminiszenzen an Der Mann, der zweimal lebte und Der Marathon-Mann finden sich in der Szene, in der Harry „Mimezine“ injiziert und verhört wird. Eli Levitts Ermordung in einem Schwimmbecken ähnelt visuell einer Exekutionsszene in Lemmy Caution gegen Alpha 60. Peter, Harrys und Graces entführter Sohn, besucht seine Mutter im Rehabilitationszentrum und fragt sie, ob man bei ihr dieselben Methoden angewandt hätte wie bei Olivia de Havilland in Die Schlangengrube. Als Harry sich mit Peter in einem Kino trifft, läuft gerade … denn sie wissen nicht, was sie tun. In einer anderen Szene unterhalten sich Tully Woiwode und seine Schwester über Einer flog über das Kuckucksnest. In letzterem gab Brad Dourif (Chickie Levitt) sein Kinodebüt. Darüber hinaus finden sich in Dialogen oder Bildern Anspielungen auf Verdammt in alle Ewigkeit, Frankensteins Braut, Kwaidan, The Shining, Goldfinger und die Fernsehserien Raumschiff Enterprise und The Rocky and Bullwinkle Show.

### Künstlerische Parallelen
In David Cronenbergs Film Videodrome (1983) operiert eine Organisation hinter der Fassade des Brillenherstellers „Spectacular Optical“, um mit ihrem Fernsehprogramm „Videodrome“ die Wirklichkeitserfahrung der Zuschauer zu manipulieren. Ausgestrahlt werden soll das Programm auf dem Fernsehkanal Channel 83, dessen Chef die Organisation sich gefügig macht. In Wild Palms strahlt die „Wild Palms Group“ auf ihrem Fernsehkanal Channel 3 das Programmformat „Church Windows“ zu denselben manipulativen Zwecken aus. In Videodrome wollen die Hintermänner mit manipulierten, von der Wirklichkeit nicht unterscheidbaren Bildern das Aggressionspotenzial der Zuschauer freisetzen und bündeln. Ihre Begründung lautet, Nordamerika sei „schwach“ geworden, „innerlich verrottet“ durch seichte Unterhaltungssendungen, und diesen Prozess wolle man aufhalten. In Wild Palms sollen seichte Unterhaltungssendungen, die schleichend die Realität ersetzen, die Zuschauer von dem zunehmend totalitären System ablenken, das um sie herum errichtet wird. – In Videodrome wendet sich der Chef von Channel 83 schließlich gegen die Organisation und tötet deren Chef mit den Worten „Death to Videodrome! Long live the New Flesh!“ In Wild Palms tötet Harry Grace in einer gefälschten Videoaufzeichnung mit den Worten „Long live the Friends! Death to New Realism!“
In Philip K. Dicks Roman Die drei Stigmata des Palmer Eldritch (1965) tauchen Konsumenten in eine Art Soap Opera-Scheinwelt ein, indem sie eine Droge namens Can-D nehmen, die die künstliche Wirklichkeit real erscheinen lässt. In Wild Palms wird der pseudorealistische Effekt der Sitcom-Scheinwelt durch eine noch in der Entwicklung stehende Droge namens „Mimezine“ verstärkt. In Die drei Stigmata des Palmer Eldritch taucht eine neue Droge auf dem Markt auf, die deren Anbieter, dem titelgebenden Palmer Eldritch, ermöglicht, die Wahrnehmung der Konsumenten zu beeinflussen und persönlich in deren veränderter Wirklichkeit zu erscheinen. In Wild Palms lässt sich Senator Kreutzer den „Go Chip“ implantieren, der ihn, wie seine Schwester Josie erklärt, in ein Hologramm verwandeln und es ihm ermöglichen soll, in die Träume eines jeden Einzelnen vorzudringen.

## Begleitende Veröffentlichungen

### Musik
Neben der Originalfilmmusik von Ryūichi Sakamoto werden in Wild Palms viele Lieder der 1960er Jahre sowie einige klassische Kompositionen angespielt. Auf der 1993 erschienenen CD zum Film waren von diesen enthalten:
- The Zombies: She’s Not There
- Don Gardner & Dee Dee Ford: I Need Your Lovin’
- Frankie Valli: Can’t Take My Eyes Off You
- Lou Christie: Lightnin’ Strikes
- Mason Williams: Classical Gas

Folgende in der Serie zu hörende Stücke finden sich nicht auf dem Soundtrack-Album:
- The Animals: The House of the Rising Sun
- Ludwig van Beethoven: Sinfonie in A-Dur Nr. 7 op. 92, 2. Satz
- The 5th Dimension: Wedding Bell Blues
- The Rolling Stones: Gimme Shelter
- The Rolling Stones: No Expectations
- The Supremes: Love Child
- Richard Wagner: Parsifal, Vorspiel